# Eragrostis capillaris
Eragrostis capillaris är en gräsart som först beskrevs av Carl von Linné, och fick sitt nu gällande namn av Christian Gottfried Daniel Nees von Esenbeck. Eragrostis capillaris ingår i släktet kärleksgrässläktet, och familjen gräs. Inga underarter finns listade i Catalogue of Life.